# Kachovka
Kachovka (Oekraïens: Каховка, [kɐˈxɔu̯kɐ]; Russisch: Каховка) is een stad in de Oekraïense oblast Cherson, hemelsbreed ongeveer 71 km ten noordoosten van de hoofdplaats Cherson.

## Bevolking
Op 1 januari 2021 telde Kachovka naar schatting 35.400 inwoners. Het aantal inwoners vertoont al meerdere jaren een dalende trend: in 1989, kort voor het uiteenvallen van de Sovjet-Unie, had de stad nog 42.895 inwoners.
| 1923  | 1926  | 1939   | 1959   | 1970   | 1979   | 1989   | 2001   | 2010   | 2021   |
| ----- | ----- | ------ | ------ | ------ | ------ | ------ | ------ | ------ | ------ |
| 6.672 | 7.495 | 12.601 | 18.628 | 28.472 | 38.742 | 42.895 | 38.238 | 37.342 | 35.400 |

In 2001 bestond de stad etnisch gezien vooral uit Oekraïners (31.336 personen - 82,1%), gevolgd door 5.771 Russen (15%). Uitgezonderd van 260 Wit-Russen (0,7%) en de 195 Roma (0,5%) waren er geen andere vermeldenswaardige minderheden.
De belangrijkste moedertaal in de stad was veruit het Oekraïens (73,85% van de bevolking in 2001), gevolgd door het Russisch (25,27%) en een kleine groep sprekers van het Moldavisch (0,24%).